# Rip It Up (Razorlight)
Rip It Up is een nummer van de Britse indierockband Razorlight uit 2003. Het is de tweede single van hun debuutalbum Up All Night.
"Rip It Up" is een postpunkrevivalnummer met een opzwepende tekst. Het nummer leverde Razorlight een bescheiden hit op in het Verenigd Koninkrijk, waar het de 42e positie bereikte.

## Tracklijst
- 7-inch

1. "Rip It Up"
2. "Here It Comes"

- CD1

1. "Rip It Up"
2. "Spirit"
3. "Yes, You Should Know"

- CD2

1. "Rip It Up"
2. "When He Was Twenty"
3. "Heartbreak Soup"